# Monumento a Valentin Vodnik
Il monumento a Valentin Vodnik (in sloveno: Vodnikov spomenik) è un monumento storico realizzato in bronzo dedicato al poeta, giornalista e sacerdote Valentin Vodnik, si trova nella piazza omonima vicino al mercato Centrale di Lubiana, a Lubiana, capitale della Slovenia.

## Storia
L'idea della statua è stata del politico Lovro Toman in occasione del primo centenario della nascita del poeta. La costruzione iniziò nel 1887 per terminare l'anno dopo. L'opera si compone di una statua e di un piedistallo, realizzata dallo sculture Alojz Gangl; venne inaugurata il 30 giugno 1889 con una celebrazione durata 3 giorni, in quanto primo monumento nazionale sloveno.
Nel lato anteriore del piedistallo è presente la scritta "Vodnik", mentre nel lato posteriore è possibile leggere un verso del poeta.